# 高湝
高 湝（こう かい、? - 577年）は、中国の北斉の皇族。任城王。高歓の十男。母は小爾朱氏。

## 経歴
天保元年（550年）5月に北斉が建てられると、6月に高湝は任城王に封ぜられた。孝昭帝から武成帝の治世にかけて、皇帝の車駕が鄴に帰るたびに、いつも高湝は晋陽に駐屯して、総并省事をつとめた。太寧元年（561年）11月、尚書左僕射となった。河清元年（562年）2月、司徒に進んだ。後に太尉・并省録尚書事となった。河清3年（564年）5月、大将軍に転じた。河清4年（565年）1月、大司馬となった。
天統2年（566年）10月、太保に転じた。天統3年（567年）8月、太師・太尉となった。并州刺史に任ぜられ、正平郡公の別封を受けた。武平元年（570年）2月、再び太師となった。司州牧に転じ、さらに冀州刺史として出向した。武平2年（571年）9月、太宰の位を加えられた。武平3年（572年）8月、右丞相となった。都督・青州刺史に転じた。高湝は廉潔とはいえなかったが、寛容な統治で官吏や民衆にしたわれた。武平5年（574年）、崔蔚波らが青州の州城を夜襲すると、高湝は整然と迎撃して反乱軍を撃破した。左丞相に任ぜられ、瀛州刺史に転じた。武平7年（576年）、後主が鄴に逃れると、高湝は大丞相の位を加えられた。
安徳王高延宗が晋陽で帝号を称すると、劉子昂を派遣して高湝に帰順するよう勧めた。高湝はこれを拒否し、劉子昂を捕らえて鄴に送った。承光元年（577年）、幼主が済州に到着すると、高湝に帝位を譲るべく斛律孝卿に禅文と璽を託して瀛州に送ろうとしたが、斛律孝卿が北周に降伏してしまったため届かなかった。高湝は広寧王高孝珩とともに冀州で4万人あまりを召募して、北周軍に抗戦した。北周の斉王宇文憲が冀州に入ると、高湝と高孝珩は戦い敗れて、ともに捕らえられた。宇文憲が「任城王はどうしてここまで苦しむのか」と訊ねると、高湝は「それがしは高歓の子で、兄弟15人のうち、幸いにもひとり長らえてきたが、宗社の転覆するときにあって、今日死ぬことができるのは、祖先に恥じることもない」と答えた。宇文憲はこの答えに感心して、高湝の妻子を帰した。鄴城に近づくと、高湝は馬上で大泣きして、自身を地に投げ打ち、満面流血した。長安に到着すると、後主とともに殺害された。
高湝の妃の盧氏は釈放されると、尼となった。583年、盧氏は隋の文帝に願い出て、高湝と五子の遺体を長安の北原に葬った。

## 伝記資料
- 『北斉書』巻10 列伝第2
- 『北史』巻51 列伝第39